# Торчвуд
«Торчвуд» (англ. Torchwood) — британский научно-фантастический телесериал, созданный Расселлом Ти Дейвисом. Сериал представляет собой ответвление от популярного телесериала «Доктор Кто». В отличие от «Доктора Кто», предназначенного для семейного просмотра, «Торчвуд» ориентируется на более взрослую аудиторию.
Слово «Torchwood» является анаграммой «Doctor Who». Представляет собой научно-фантастический сериал с элементами фэнтези о событиях в Кардиффском отделении вымышленного института «Торчвуд», занимающегося изучением пришельцев и сверхъестественных явлений.
Первые две серии появились на экранах 22 октября 2006 в 21:00 по Гринвичу на телеканалах BBC Three и BBC HD, и далее выходили еженедельно в 22:00 по воскресеньям. Первый сезон состоял из 13 эпизодов. 12 декабря 2006 телеканал Би-Би-Си объявил о продолжении съемок. Вместе с Расселлом Ти Дейвисом над новыми сериями работала Джули Гарднер. Съёмки второго сезона начались весной 2007 года и он был показан с 16 января по 4 апреля 2008 на канале BBC Two. В России был показан на канале ТВ3 под названием «Охотники за чужими» и на канале AXN Sci-Fi под названием «Торчвуд». С февраля 2014 года на телеканале «Пятница» начат первый сезон, который идет под названием «Охотники за чужими».
В мае 2015 года было объявлено, что сериал продолжит своё существование в формате аудиопьес, которые будет выпускать компания Big Finish.

## В ролях
- Джон Барроумэн — капитан Джек Харкнесс (лидер Торчвуда-3) — сезоны 1-4
- Ив Майлс — Гвен Купер (бывший констебль полиции) — сезоны 1-4
- Бёрн Горман — Оуэн Харпер (доктор; главный помощник) — сезоны 1-2
- Наоко Мори — Тошико Сато (компьютерный специалист) — сезоны 1-2
- Гарет Дэвид-Ллойд — Янто Джонс (общая поддержка) — сезоны 1-3

### Дополнительные роли
- Индира Варма — Сьюзи Костелло (бывшая помощница Джека) — сезон 1
- Кай Оуэн — Рис Уильямс (парень и впоследствии муж Гвен) — сезоны 1-4
- Джеймс Марстерс — капитан Джон Харт (бывший напарник Джека) — сезон 2
- Фрима Аджимен — Марта Джонс (приглашённый агент «Торчвуда», сотрудница UNIT, появляется в трёх сериях) — сезон 2
- Том Прайс — Энди (полицейский офицер, бывший сослуживец Гвен) — сезоны 1-4

## Институт Торчвуд

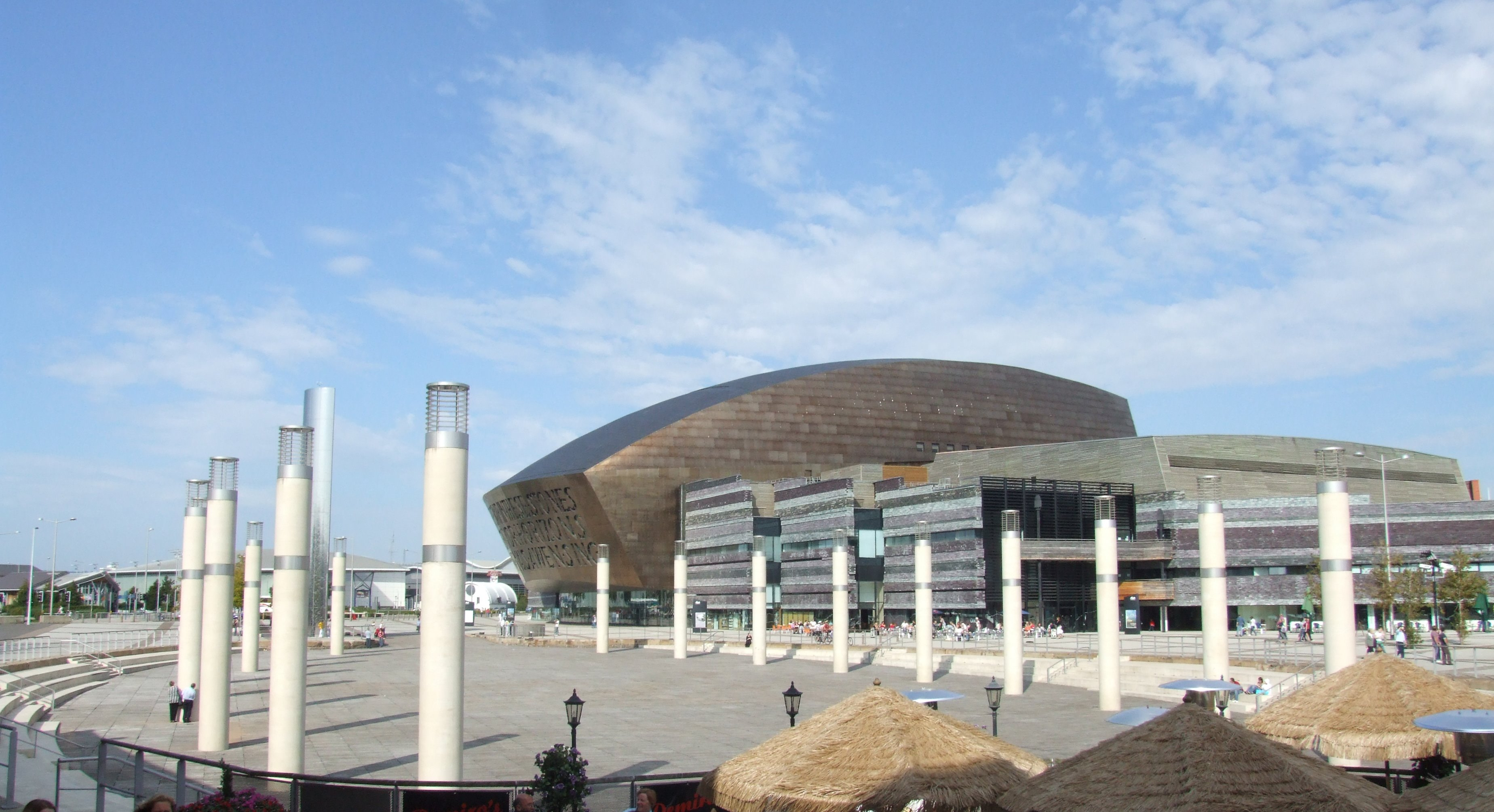
Месторасположение в Кардиффе «Торчвуд-3»

Организация основана в 1879 г. королевой Викторией после её встречи с Десятым Доктором и оборотнем в поместье Торчвуд. Поняв, что у Британии есть враги за пределами Земли (включая Доктора, по мнению Её Величества), королева основала тайную организацию по изучению и борьбе с инопланетными угрозами — Институт Торчвуд. Доктор был вписан в хартию Торчвуда как враг Короны. В 1882 г. Виктория добавила в полномочия института поиск и захват инопланетных технологий («если это инопланетное, то оно наше»).
Вскоре была обнаружена дыра в пространственно-временном континууме в Кардиффе. В результате там также был открыт небольшой отдел под названием «Торчвуд Три». Главный отдел Торчвуда — «Торчвуд Один» — был перемещён в Лондон после обнаружения дыры между измерениями там на высоте 200 метров. Специально для этого был построен небоскрёб, чтобы «дотянуться» до дыры и проводить над ней опыты.
Джек Харкнесс упоминает ещё о двух отделениях Института: Торчвуд-2 в Глазго (по-видимому, состоящий из единственного сотрудника) и Торчвуд-4, пропавший без вести, а в аудиоспектакле Golden Age упоминается Торчвуд-5, расположенный в Индии.
Джек был завербован двумя сотрудниками первого Торчвуда в начале прошлого века. Хотя он не поддерживал методы Торчвуда, у него не было выбора. После открытия кардиффского отделения Харкнесс был переведён в Торчвуд-3. В последнюю новогоднюю ночь XX века предшественник Харкнесса на посту начальника Торчвуда-3 сошёл с ума и убил всех членов команды, включая себя, оставив отделение Джеку. Джек порвал все связи с главным отделением Торчвуда, хотя он всё ещё сотрудничает с другими агентствами, такими как UNIT.

## Серии
| Сезон | Название   | Серии | Серии | Даты показа     | Даты показа     | Даты показа     |
| Сезон | Название   | Серии | Серии | Первая серия    | Последняя серия | Канал           |
| ----- | ---------- | ----- | ----- | --------------- | --------------- | --------------- |
| 1     | —          | 13    | 13    | 22 октября 2006 | 1 января 2007   | BBC Three       |
| 2     | —          | 13    | 13    | 16 января 2008  | 4 апреля 2008   | BBC Two         |
| 3     | Дети Земли | 5     | 5     | 6 июля 2009     | 10 июля 2009    | BBC One         |
| 4     | День Чуда  | 10    | 10    | 8 июля 2011     | 9 сентября 2011 | Starz / BBC One |

## Релизы

### DVD
| Название                          | Дата релиза в Великобритании (region 2)       | Дата релиза в Северной Америке (region 1)  | Дата релиза в Австралии (region 4)           | Дата релиза в Новой Зеландии (region 4)       |
| --------------------------------- | --------------------------------------------- | ------------------------------------------ | -------------------------------------------- | --------------------------------------------- |
| Series One                        | Part One (серии 1-5): 26 декабря 2006         | Complete (серии 1-13): 22 января 2008      | Part One (серии 1-5): 31 июля 2007           | Complete (серии 1-13): 11 сентября 2008       |
| Series One                        | Part Two (серии 6-9): 26 февраля 2007         | Complete (серии 1-13): 22 января 2008      | Part Two (серии 6-9): 6 сентября 2007        | Complete (серии 1-13): 11 сентября 2008       |
| Series One                        | Part Three (серии 10-13): 26 марта 2007       | Complete (серии 1-13): 22 января 2008      | Part Three (серии 10-13): 2 октября 2007     | Complete (серии 1-13): 11 сентября 2008       |
| Series One                        | Complete (серии 1-13): 19 ноября 2007         | Complete (серии 1-13): 22 января 2008      | Complete (серии 1-13): 6 февраля 2008        | Complete (серии 1-13): 11 сентября 2008       |
| Series Two                        | Complete (серии 1-13): 30 июня 2008           | Complete (серии 1-13): 16 сентября 2008    | Complete (серии 1-13): 2 октября 2008        | Complete (серии 1-13): 15 января 2009         |
| «Complete Series One & Two»       | Complete (серии 1-26): 10 ноября 2008         | N/A                                        | N/A                                          | N/A                                           |
| Children of Earth (Series Three)  | Complete (серии 1-5): 13 июля 2009            | Complete (серии 1-5): 28 July 2009         | Complete (серии 1-5): 1 октября 2009         | Complete (серии 1-5): 17 марта 2010           |
| The Complete Series (1-3)         | Complete Series (серии 1-31): 26 октября 2009 | Complete Series (серии 1-31): 19 июля 2011 | Complete Series (серии 1-31): 5 августа 2010 | Complete Series (серии 1-31): 1 сентября 2010 |
| Torchwood — Miracle Day (4 сезон) | Complete (серии 1-10): 14 ноября 2011         | Complete (серии 1-10): 3 апреля 2012       | Complete (серии 1-10): 1 декабря 2011        | Complete (серии 1-10): 7 декабря 2011         |
| The Complete Series (1-4)         | Complete Series (серии 1-41): 14 ноября 2011  |                                            |                                              |                                               |

### HD DVD
| Название                  | Дата релиза в Великобритании |
| ------------------------- | ---------------------------- |
| The Complete First Series | 30 июня 2008                 |

### Blu-ray
| Название                   | Дата релиза в Великобритании (region B) | Дата релиза в Северной Америке (region A) | Дата релиза в Австралии (region B) | Дата релиза в Новой Зеландии (region B) |
| -------------------------- | --------------------------------------- | ----------------------------------------- | ---------------------------------- | --------------------------------------- |
| The Complete First Series  | 30 июня 2008 Region Free                | 16 сентября 2008                          | 1 октября 2009                     | 1 октября 2009                          |
| The Complete Second Series | 22 июня 2009 Region Free                | 7 июля 2009                               | 1 октября 2009                     | 17 марта 2010                           |
| Children of Earth          | 13 июля 2009 Region Free                | 28 июля 2009                              | 1 October 2009                     | 17 марта 2010                           |
| The Complete Series (1-3)  | 26 октября 2009 Region Free             | 19 июля 2011                              | 4 ноября 2010                      |                                         |
| 14 ноября 2011 Region Free | 3 апреля 2012                           | 1 декабря 2011                            | 7 декабря 2011                     |                                         |
| The Complete Series (1-4)  | 14 ноября 2011 Region Free              |                                           |                                    |                                         |

## Показ
| Страна                    | Телеканал                                                     |
| ------------------------- | ------------------------------------------------------------- |
| Австралия                 | ABC, Network Ten, UKTV, ABC2                                  |
| Бельгия                   | Acht HD, OUTTV                                                |
| Бразилия                  | Globosat HD                                                   |
| Канада                    | CBC, SPACE                                                    |
| Франция                   | NRJ 12, Syfy Universal                                        |
| Германия                  | RTL 2                                                         |
| Греция                    | Skai TV                                                       |
| Венгрия                   | AXN Sci-Fi                                                    |
| Исландия                  | Stod 2                                                        |
| Израиль                   | yes Stars Action, HOT3                                        |
| Италия                    | Jimmy, Rai 4                                                  |
| Япония                    | Super! drama TV                                               |
| Малайзия                  | BBC Entertainment                                             |
| Нидерланды                | OUTTV                                                         |
| Новая Зеландия            | UKTV(1-4 сезон), Prime(4 сезон) TV2 (New Zealand) (1-3 сезон) |
| Польша                    | BBC Entertainment, AXN Sci-Fi                                 |
| Португалия                | SIC Radical, AXN, Syfy, Syfy HD                               |
| Сербия                    | RTS                                                           |
| Республика Корея          | KBS2 (Series Four Only)                                       |
| Швеция                    | TV4+                                                          |
| Великобритания            | BBC One, BBC One HD, BBC Two, BBC Three, BBC HD, Watch        |
| Соединённые Штаты Америки | Starz HD, BBC America, BBC America HD, HDNet                  |
| Россия                    | Syfy, AXN Sci-Fi, НСТ, ТВ3, Пятница, Много ТВ                 |
| Украина                   | MTV Украина, К1                                               |